# Ruta Estatal de California 247
La Ruta Estatal de California 247, abreviada SR 247 (en inglés: California State Route 247) es una carretera estatal estadounidense ubicada en el estado de California. La carretera inicia en el Sur desde la SR 62     en Yucca Valley en sentido Norte hasta finalizar en la I 15     en Barstow. La carretera tiene una longitud de 125,7 km (78.084 mi).

## Mantenimiento
Al igual que las autopistas interestatales, y las rutas federales y el resto de carreteras estatales, la Ruta Estatal de California 247 es administrada y mantenida por el Departamento de Transporte de California por sus siglas en inglés Caltrans.

## Cruces
La Ruta Estatal de California 247 es atravesada principalmente por los siguientes cruces:

 SR 18     en Lucerne Valley